# Imperium Ghany
Imperium Ghany – średniowieczne państwo w zachodniej Afryce, które istniało w latach ok. 300–1036 i było zlokalizowane w rejonie dzisiejszej południowo-wschodniej Mauretanii i części Mali.
Chociaż znane swoim własnym obywatelom Soninke jako Wagadou, w Europie i Arabii oficjalną nazwą imperium było Imperium Ghany. Nazwa pochodziła od tytułu władcy – Ghana, znaczącego „Żołnierz Króla”. Pierwszy człon w nazwie waga w przybliżeniu tłumaczy się jako „stado, tłum”, z kolei drugi człon dou jest terminem Mande tłumaczonym jako „ląd, kraina” i jest najbardziej rozpowszechnioną nazwą od Afryki Centralnej do Zachodniej. Tak więc Wagadou można przetłumaczyć jako „Kraj ludzi”.
Prawdopodobnie było to jedno z pierwszych imperiów, które powstały w tej części Afryki. Początki państwa sięgają ósmego stulecia, kiedy dramatyczna zmiana w gospodarce obszaru Sahel, na południe od Sahary pozwoliła na ukształtowanie się większej liczby scentralizowanych stanów. Wprowadzenie hodowli wielbłądów i innego żywego inwentarza przez Arabów spowodowały rewolucję w handlu i po raz pierwszy wielkie zasoby naturalne jak złoto, kość słoniowa i sól mogły być wysyłane na północ i na wschód do skupisk ludzkich w Afryce Północnej, na Bliskim Wschodzie i w Europie, otrzymując w zamian dobra wytworzone.
Imperium Ghany stało się bogate przez transsaharyjski handel złota i soli. Handel spowodował powiększającą się nadwyżkę przekazywaną większym centrom. To też spowodowało ekspansję terytorialną w celu zyskania kontroli nad intratnymi szlakami handlowymi.
Stosunkowo mało wiadomo o królestwie, większość informacji pochodzi od andaluzyjskich kupców, którzy często odwiedzali ten kraj oraz od Almorawidów, którzy najechali królestwo pod koniec XI wieku.
Pierwsza wzmianka pisana pochodzi od kupców Sanhadża, którzy dotarli do królestwa w VIII stuleciu. Więcej szczegółów o scentralizowanej monarchii, która zdominowała inne stany w regionie pochodzi z okresu na przełomie IX i X wieku. Hiszpański uczony z Kordoby Al-Bakri zebrał opowiadania od pewnej liczby podróżnych, którzy wrócili z tego regionu i szczegółowo opisał królestwo w roku 1067. W tamtym czasie Ghana mogłaby się bronić armią składającą się z około 200 tys. żołnierzy.
Po śmierci Ghany na tron wstąpił syn jego siostry, a on sam został pochowany w wielkim grobowcu pokrytym dachem w kształcie kopuły. Religia królestwa była mieszana, ludzie po części czcili imperatora Ghana oraz Bida, mitycznego węża morskiego z Nigru.

## Początki
Prawdopodobnie Imperium Ghany powstało jako mała osada pastersko-rolnicza w regionie znanym jako Awkar, założona w połowie IV stulecia. Następnie około roku 750 lub 800 lud Soninke zjednoczył się z Mande pod przywództwem Majan Dyabe Cisse albo Dinga Cisse w przejęciu Awkar.
Badania archeologiczne potwierdzają, że Mande byli wśród pierwszych ludzi na kontynencie, poza regionem Nilu i Etiopii, budujących osady z wykorzystaniem kamieni. Sytuowali je na skalistych cyplach Tiszit i Walata i urwiskach Takant w Mauretanii, gdzie znaleziono setki kamiennych budowli z prosto rozmieszczonymi ulicami. Datowane na około 1600 lat p.n.e. miasta miały unikalną czteroklasową strukturę hierarchiczną i system poboru daniny. Cywilizacja ta zaczęła upadać około roku 300 p.n.e. po wtargnięciu berberyjskich armii z Sahary, ale po późniejszej reorganizacji i nowej sposobności powstało królestwo Wagadou/Ghana. Wydaje się, że ta administracja jest odziedziczoną strukturą społeczną i ekonomiczną zespołu Tiszit-Walata.
Z czasem Wagadou stało się ośrodkiem silnego handlu w regionie. Dinga Cisse został pierwszym Ghana (władcą), a jego klan stał się dynastią nowego stanu. Do dziś imię Cisse jest sławne w polityce Mali i Mauretanii.

## Ekspansja
Ghana znacznie powiększyli swoje terytorium przez aneksję kilku sąsiednich miast oraz ich mieszkańców.

## Kumbi Salih
Stolica Imperium zbudowana była w Kumbi Salih na skraju Sahary. Faktycznie były to dwa oddalone o 10 km od siebie miasta, połączone drogą. Z powodu napływu ludzi przybywających handlować, osiedla między miastami tak się zagęściły, że miasta połączyły się w jedno. Większość domów była zbudowana z drewna i gliny ale bogaci i ważni rezydenci zamieszkiwali w domach z drewna i kamienia. Ta wielka metropolia z ponad 30 tys. mieszkańców po połączeniu została podzielona, tworząc dwa oddzielne obszary w granicach miasta.

### Część El Ghaba
Większa część miasta została nazwana El-Ghaba, była ochroniona kamienną ścianą i funkcjonowała jako królewska i duchowa stolica Imperium. Obejmowała święty gaj drzew używanych podczas obrządków religijnych Soninke, pałac króla oraz największe budowle w mieście. Był tam też jeden meczet odwiedzany przez muzułmańskich oficjałów.

### Część handlowa
Nazwa drugiej części miasta nie została przekazana. Wiadomo, że była ośrodkiem handlu i działała jak rodzaj biznesowego rejonu stolicy. Prawie całkowicie zamieszkana przez Arabów i kupców berberyjskich. Ponieważ większość tych kupców była muzułmanami, ta część miasta zawierała więcej niż tuzin meczetów.

## Początki islamu
Kiedy islam rozpowszechniał się w regionie, Ghana pozwolili na tę religię, ale nie zamienili jej, w przeciwieństwie do mniejszego stanu Takrur w dzisiejszym Senegalu. Soninke zdobyli ważne miasto Audaghust w roku 1050, następnie odbite przez Takrur, którzy połączyli się z Almorawidami, radykalnymi muzułmanami z północy.

## Schyłek i podbój
Imperium zaczęło mieć kłopoty po osiągnięciu swojego szczytu na początku XI stulecia. Do roku 1059 gęstość zaludnienia wokół wiodących miast imperium poważnie przeciążała region podatkami. Sahara rozszerzała się na południe zagrażając rezerwom żywności. Kiedy dochody z handlu były wysokie, import żywności był wystarczający do utrzymania ludności, kiedy handel zaczął się chwiać, system też się załamał. Rosnąca potęga Almorawidów wkrótce doprowadziła do rozpoczęcia dżihadu przeciw Ghanie w roku 1062 pod przywództwem generała Abu Bakra ibn Umara. Almorawidzi walczyli z Imperium Ghany przez pięć lat, zanim po oblężeniu zdołali zdobyć stolicę w roku 1067. Imperium pod przywództwem Ghana Bassi i jego następcy Ghana Tunki Menina przez kolejne dziesięć lat stawiało opór. Ostatecznie w roku 1076 Abu Bakr ibn Umar zdobył Kumbi Salih i położył kres imperium podczas nawracania jego obywateli na islam.

### Następstwa
Generał Abu-Bakr zmarł w roku 1087; Almorawidzi panują nad resztkami Imperium Ghany, lecz nie trwa to długo. Podzielony region przechodzi ponownie pod rządy Soninke, jednak ze znacznie mniejszą władzą.

## Okupacja Sosso
Około roku 1140, zaciekle antymuzułmańscy ludzie Sosso królestwa Kaniaga zdobyli znaczną część dawnego imperium. Diara Kante przejął kontrolę nad Kumbi Salih w roku 1180 i założył dynastię Diarisso. Jego syn Soumaoro Kante odziedziczył po nim tron w roku 1203 i zmusił ludzi do zapłacenia daniny. Sosso poradzili też sobie z aneksją sąsiedniego stanu ludu Mandingo – Kangaba, na południu, gdzie zlokalizowane było ważne złotodajne pole Bure.

## Rządy Mandingo
W roku 1230 Kangaba poprowadzili powstanie pod przywództwem księcia Sundiata Keita przeciw rządom Sosso. Ghana Soumaba Cisse, wtedy wasal Sosso, zbuntował się z Kangaba i luźną federacją stanów mówiących językami mande. Po porażce Soumaoro w bitwie pod Kiriną w roku 1235, nowi władcy Kumbi Salih stali się trwałymi sprzymierzeńcami Imperium Mali. Kiedy Mali stało się potężniejsze, rola Kumbi Salih jako sojusznika malała do tego stopnia, że stał się stanem uległym. W roku 1240 przestał być niezależnym królestwem.

## Wpływy
Współczesna Ghana nazwana została po starożytnym imperium, chociaż nie ma żadnego terytorium łączącego te dwa państwa. Istnieją tradycyjne historie mówiące, że ci którzy przeżyli, przywędrowali w region współczesnej Ghany, ale nie ma żadnych dowodów na potwierdzenie tej tezy. Jednak Sosso żyją dzisiaj wzdłuż wybrzeża atlantyckiego zachodniej Afryki i utrzymują, że migrowali po upadku królestwa Sosso.

## Władcy[1]

### Władcy królestwa Awkar
- król Kaya Maja lub Kaya Maghan: około 350
- 21 nieznanych królów: około 350-622
- 21 nieznanych królów: około 622-750

### GhanaImperium Wagadou
- Majan Dyabe Cisse lub Dinga Cisse: 750
- Nieznani Ghana: około 750-1040
- Bassi: 1040-1062
- Tunka Menin: 1062-1076

### Okupacja Almorawidów
- generał Abu Bakr ibn Umar: 1076-1087

### GhanaImperium Wagadou
- Kambine Diaresso: 1087-1090
- Suleiman: 1090-1100
- Bannu Bubu: 1100-1120
- Majan Wagadou: 1120-1130
- Gane: 1130-1140
- Musa: 1140-1160
- Birama: 1160-1180

### Okupacja Kaniaga
- Diara Kante: 1180-1202
- Soumaba Cisse – wasal Soumaoro: 1203-1235

### Ghana– lennicy Wagadou
- Soumaba Cisse – sojusznik Sundjata Keita: 1235-1240